# Émeutes de Sainte-Croix de 1878

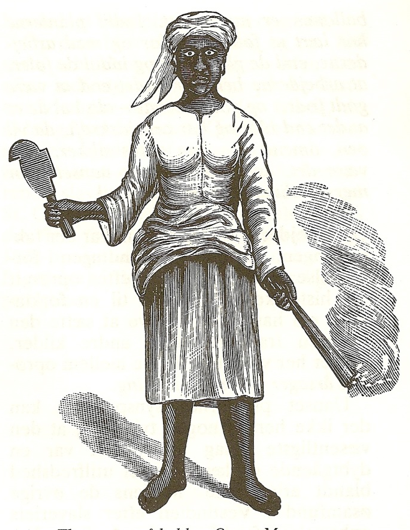
Mary Thomas.

Les émeutes de Sainte-Croix, également connues localement sous le nom de Fireburn, eurent lieu sur l'île de Sainte-Croix dans les Antilles danoises. Elle commencèrent le 1er octobre 1878 et furent réprimées après plusieurs jours de pillage et d'incendie. Parmi les chefs se trouvaient plusieurs femmes, « Queen Mary » Thomas, « Queen Agnes » Salomon et « Queen Mathilda » McBean, qui devient plus connue sous le nom de « Queen of the Fireburn ».

## Historique

### Événements ayant mené aux émeutes
En juillet 1848, les esclaves des Antilles danoises organisèrent une manifestation et gagnèrent leur liberté, qui ne serait finalement que de courte durée, car les propriétaires de plantations ont rapidement commencé à élaborer de nouvelles réglementations. La loi obligeait les travailleurs désormais libres à signer des contrats qui les liaient, ainsi que leurs familles, aux plantations dans lesquelles ils travaillaient. En signant ces contrats, les ouvriers redevenaient, de fait, des esclaves, sans en avoir le nom,.

### Jour du Contrat
En octobre 1878, des ouvriers se réunirent à Frederiksted pour réclamer des salaires plus élevés et de meilleures conditions de travail. Bien qu’il s’agisse au départ d’un rassemblement pacifique, la foule commença à devenir violente après la diffusion de rumeurs, notamment selon laquelle un ouvrier aurait été hospitalisé, mais aurait été maltraité et serait mort en garde à vue. Les émeutiers lancèrent alors des pierres et les soldats danois ripostèrent avec des tirs. Lorsque la violence augmenta, les soldats se barricadèrent à l'intérieur d'un fort. Incapables de franchir les portes pour y accéder, les émeutiers se concentrèrent sur la ville et commencèrent à la piller, utilisant des torches pour brûler de nombreux bâtiments et plantations.
Le 4 octobre, des navires de guerre britanniques, français et américains arrivèrent et offrirent leur aide pour faire cesser les émeutes. Cependant, le gouverneur Garde était convaincu que ses hommes et lui-même maîtrisaient la situation et avaient refusé l'aide des navires, même si certains soldats avaient tout de même emprunté des armes à feu provenant des navires britanniques. Le lendemain, le gouverneur ordonna à tous les travailleurs de retourner dans leurs plantations sous peine d'être déclarés « rebelles ». Il interdit aux ouvriers de quitter leurs plantations sans autorisation écrite du propriétaire de la plantation. À la mi-octobre, les émeutes s'étaient éteintes et la paix revenait dans les îles,.

### Queens of the Fireburns
Parmi les dirigeants des émeutes se trouvaient trois femmes, Mary « Reine Marie », Thomas, « Reine Agnès » et « Reine Mathilda ». Elles furent condamnées à la prison et purgèrent leur peine au Danemark. Une chanson folklorique des années 1880 intitulée « Queen Mary » fut écrite sur le rôle de Mary durant les émeutes,.
En 2004, l’historien Wayne James découvrit des documents danois, notamment des photographies de la prison où les femmes purgeaient leur peine et un livre de contes qu’elles écrivirent et « une foule d’autres documents et photos d’importance historique ». Selon Wayne James, ces documents révèlent l'existence d'une quatrième « reine », Susanna Abramsen, connue sous le nom de « Bottom Belly ».

### Conséquences
Les émeutes causèrent de grandes destructions dans les îles. 879 acres brûlèrent et les dommages causés furent estimés à des centaines de milliers de dollars. Parmi les victimes directes de l'émeute, il y eut la mort de 60 travailleurs noirs et de 2 soldats ainsi que 14 femmes décédées dans une explosion. En outre, 12 travailleurs furent condamnés à mort et pendus le 5 octobre 1878.
Un an après les événements de Fireburn, en octobre 1879, de nouveaux contrats furent signés, censés augmenter les salaires des ouvriers. Cependant, ils furent pondérés en faveur des propriétaires de plantations et entraînèrent donc une amélioration minime, voire nulle, de la vie des ouvriers.

### Héritage
En 2018, les artistes Jeannette Ehlers et La Vaughn Belle dévoilèrent une statue de Mary Thomas d'une hauteur de 7 mètres (23 pieds), assise sur un trône avec un couteau et une torche. Son installation à Copenhague fit de la statue le premier monument public du Danemark consacré à une femme noire.